# 興善惟寛
興善惟寛（こうぜん いかん）は、中国の唐代の禅僧。諡号は大徹禅師。 百丈懐海・南泉普願・西堂智蔵とともに、馬祖道一の弟子である。興善惟寛の弟子には、義崇・円鏡がいる。西安の大興禅寺の僧舎である伝法堂に住していた。禅宗史学者の石井修道は、馬祖道一門下のうち興善惟寛が北を宗とし、西堂智蔵が南を宗として、五祖弘忍門下の神秀と慧能のようであったと述べている。

## 生涯
『宋高僧伝』巻十・『景徳伝灯録』巻七に僧伝が掲載されている。また、白居易が興善惟寛の碑銘を書いた（『西京興善寺伝法堂碑銘并序』が『全唐文』六百七十八に記載）。衢州信安県の出生。俗姓は祝氏。大暦3年（768年）、曇受について出家し、戒を蔵崇に、律を如証に、大乗法を止観に学んだ。大暦8年（773年）頃に馬祖道一が洪州開元寺に移って以後、彼の下に学んだ。
大暦14年（779年）、24歳で具戒した。貞元6年（790年）、福建と浙江の間を行化（行脚）する。貞元7年（791年）、会稽に勝家道場を、貞元8年（792年）、鄱陽に廻向道場を作る。貞元13年（797年）、嵩山少林寺に、貞元21年（805年）、洛陽衛国寺に、元和元年（806年）、洛陽天宮寺に住した。元和4年（809年）、憲宗は興善惟寛を長安の大安国寺に召し謁見。
元和5年（810年）、大明宮の麟徳殿で憲宗が興善惟寛に法を問うた。白居易の碑銘には興善惟寛が住したため不空三蔵池に霊泉が蘇ったと記されているが、この池が大興善寺にあるため、この時に興善惟寛が大興善寺に住していたと思われると、仏教学者の鈴木哲雄は述べている。元和12年2月30日（817年3月21日）に遷化。世寿63、法臘39。大徹禅師と追諡された。